# Cygne de Bewick
Cygnus columbianus bewickii
Sous-espèce
Statut de conservation UICN

 LC : Préoccupation mineure
Le Cygne de Bewick (Cygnus columbianus bewickii) est une sous-espèce eurasienne du cygne siffleur (Cygnus columbianus). Elle se distingue de Cygnus columbianus columbianus par le jaune beaucoup plus étendu sur le bec. 
Il niche uniquement dans la toundra arctique en été, dans des régions plus nordiques que le cygne chanteur, puis il migre dans les régions tempérées d'Eurasie en hiver. En hiver les populations occidentales peuvent se rencontrer dans presque toute l'Europe, mais plus particulièrement dans les régions tout autour de la mer du Nord et du sud de la Baltique, et autour de la mer Noire et de la mer Caspienne, tandis que les populations orientales passent l'hiver sur la façade orientale de la Chine, en Corée et au Japon. 
Il est l'un des symboles de la Préfecture d'Aomori, au Japon.
Cette sous-espèce est menacée par les activités humaines qui dégradent son environnement naturel. Elle bénéficie d'importantes mesures de protection notamment au niveau des sites d'hivernage et de nidification.

## Description
L'adulte présente un plumage blanc, des pattes noires et des iris bruns.
Il a un bec noir et jaune. Ce jaune est beaucoup plus étendu que chez la sous-espèce américaine, le cygne siffleur (Cygnus columbianus columbianus), mais un peu moins étendue que chez le cygne sauvage, (Cygnus cygnus), avec lequel il cohabite fréquemment en Eurasie et qui lui ressemble beaucoup.
Le jeune est gris brun, coloration un peu plus foncée que celle du jeune Cygne sauvage. Les pattes sont gris noir rougeâtre et le bec noirâtre et rose jaunâtre.
Cette espèce mesure 107 à 127 cm de longueur pour une envergure de 170 à 211 cm et une masse de 3 à 8 kg (variations importantes avec l'âge). Le mâle est un peu plus grand que la femelle (aile pliée mesurant respectivement 515 à 540 mm et 475 à 525 mm). Malgré une apparence très semblable, il assez nettement plus petit que le cygne sauvage (Cygnus cygnus).
- Cygnes de Bewick dans la neige

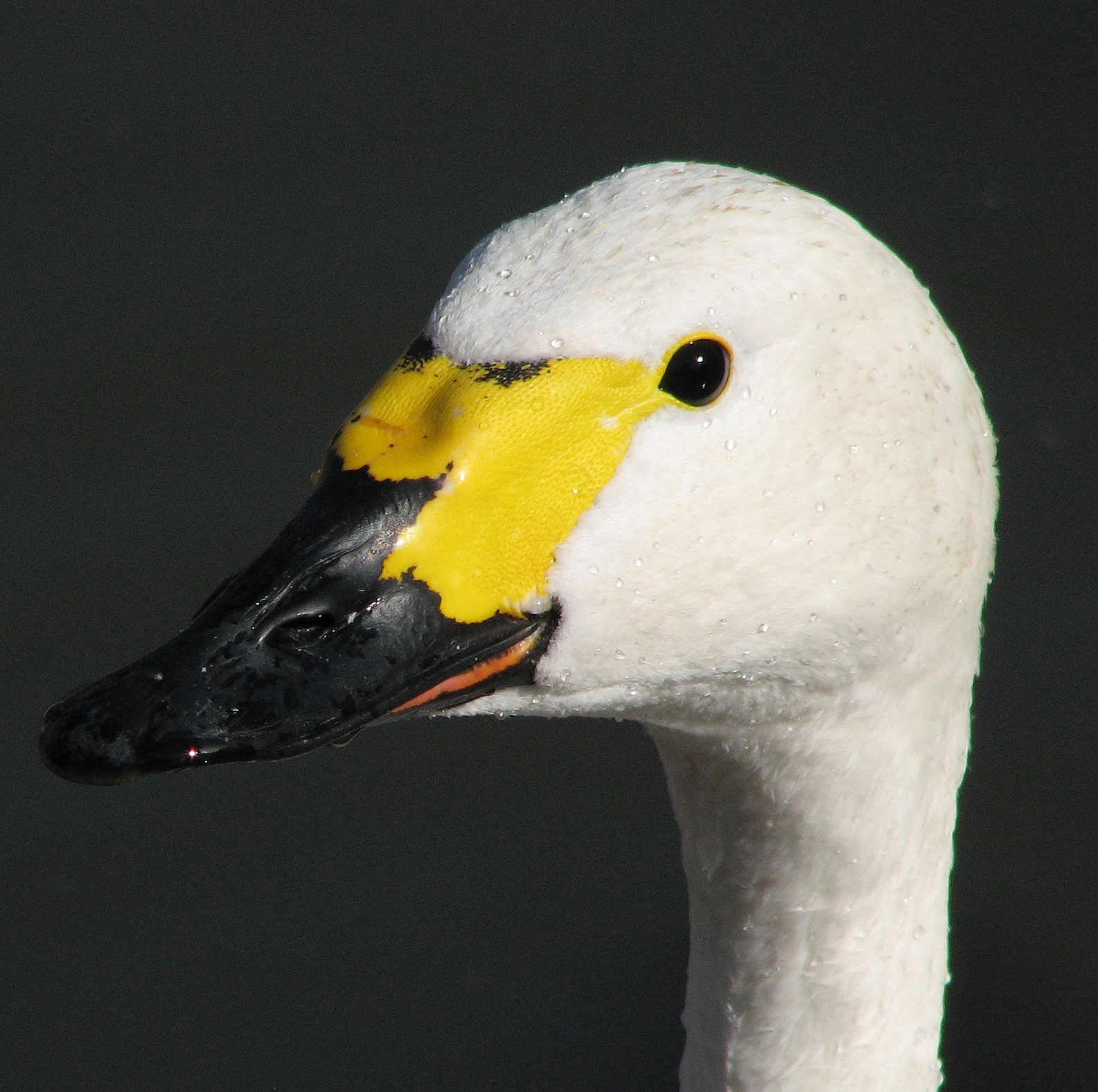
Détail de la tête. Le jaune du bec est beaucoup plus étendu que chez la sous-espèce américaine, mais il ne va pas jusque sous les narines contrairement à Cygnus cygnus.